# Ledebursgatan

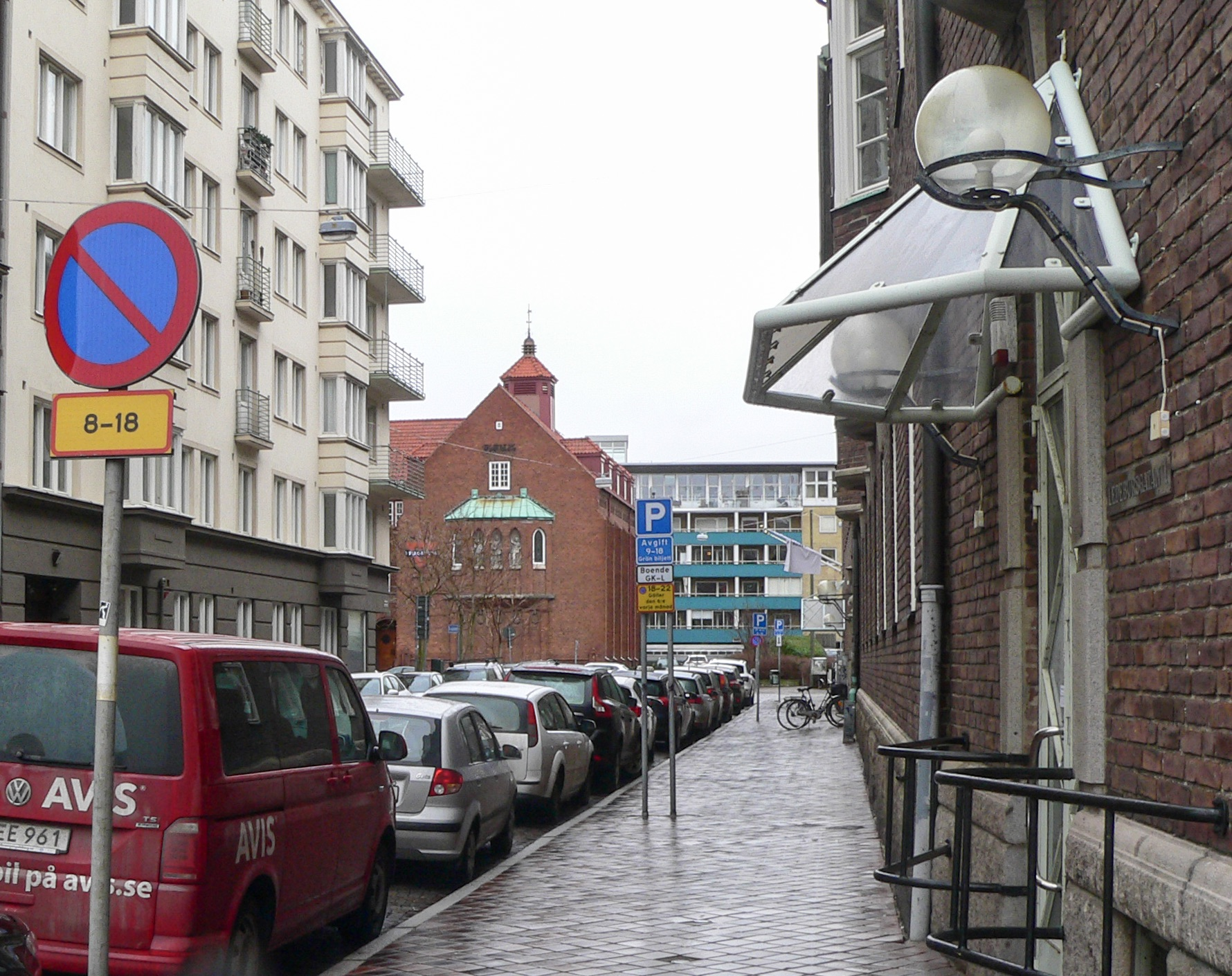
Ledbursgatan mot nordost från Amiralsgatan. Huset närmast på höger sida är "gamla stadshuset." Mellan det ljusa huset på gatans vänstra sida och KFUMs röda hus längre bort ligger Betaniaplan. Mittför Betaniaplan utgår Hantverkaregatan åt höger.

Ledebursgatan är en gata inom delområdet Västra Sorgenfri i stadsområdet Norr i Malmö. Den sträcker sig från Amiralsgatan till Hantverkaregatan.
Gatan, som namngavs 1904, är belägen på Ledeburska lyckan, vilken av magistraten i Malmö 1738 uppläts åt handlanden Johan Christoffer Ledebur för tobaksplantering. Ledebur var under en under 1600-talet prominent malmösläkt med bland annat två borgmästare, Jost (död 1651) och Cornelius (död 1654). 